# Tineo
Tineo  (asturien : Tinéu) est une commune (concejo aux Asturies) située à l'ouest de la communauté autonome des Asturies en Espagne. Elle est divisée en 44 paroisses civiles, dont la grande majorité ne comptent pas plus de 80 habitants. La population totale de la commune est de 8857 habitants (INE 2023). La ville de Tineo, située à 652 m d'altitude et comptant 3 682 habitants, est la capitale administrative de la commune.
Le large territoire de Tineo en fait la deuxième commune la plus étendue des Asturies, tout en étant l'une des moins densément peuplées. Elle est limitrophe des communes de Valdés au nord, de Cangas del Narcea au sud, de Villayón et d'Allande à l'ouest, et de Salas, Belmonte de Miranda et Somiedo à l'est. 
La commune de Tineo est l'une des plus grandes productrices de lait de la principauté, avec un important secteur agricole. Elle compte plusieurs fêtes importantes, telles que les fêtes de San Roque, San Pedro, la foire de Chosco, la foire commerciale de Tineo et des foires au bétail comme celle de San José.  

## Géographie
Une grande partie du territoire (85 %) de Tineo est située au-dessus de 400 m d'altitude, avec une majorité entre 400 et 800 m (34 % de la superficie totale). Son relief est favorable aux friches pastorales, aux prairies naturelles, et les bois et le maquis occupent la majeure partie de la superficie, les terres arables ne représentant que 5,09 % du total. Les formes de son relief sont le résultat de l'érosion réalisée par les cours fluviaux sur la morphologie héritée de la période du Néogène. Ainsi, l'érosion fluviale est responsable du relief, les rivières étant encastrées dans les parties inférieures. Les montagnes ont des altitudes d'environ 1 000 mètres à 1 400 mètres.
La zone pré-côtière occidentale, dans laquelle se trouve Tineo, est caractérisée par des vallées profondes, avec des forêts densément peuplées qui sont parfois des exemples très remarquables de ce qui devait être la couverture végétale de la plus grande partie de la région. Là où le paysage a subi un degré de modification plus intense, les haies, les petits bosquets et les berges des rivières sont restés.
En ce qui concerne le climat, il est considéré comme océanique tempéré en raison de sa proximité avec la mer Cantabrique, avec des températures douces, dépassant rarement un maximum de 28 °C ou descendant bien en dessous de 0 °C. Les chutes de neige en hiver et les orages rapides en été sont fréquents. Les précipitations sont également abondantes tout au long de l'année dans la plupart des paroisses civiles. En altitude, dans le sud, le climat est légèrement plus chaud et plus sec. Dans la chaîne de montagnes de Tineo et sur la bordure montagneuse de l'ouest, il y a une transition vers un climat plus frais, avec une baisse plus prononcée des températures et une augmentation des précipitations.

## Paroisses
La commune de Tineo est formée de 44 paroisses civiles :
- Arganza
- El Baradal
- La Barca
- Bárcena del Monasterio
- Borres
- Brañalonga
- Bustiello
- Calleras
- Cerredo
- Cezures
- Collada
- Fastias
- Francos
- Genestaza
- Merillés
- Miño
- Muñalén
- Naraval
- Navelgas
- Nieres
- Obona
- El Pedregal
- La Pereda
- Ponte
- Porciles
- Pozón
- Relamiego
- Rellanos
- El Rodical
- San Facundo
- San Félix
- San Fructuoso
- San Martín de Semproniana
- Sangoñedo
- Santa Eulalia
- Santianes
- Sobrado
- Sorriba
- Tablado
- Tineo
- Troncedo
- Tuña
- Villatresmil
- Zardaín

## Histoire
Comme presque partout dans les Asturies, des découvertes datant de l'âge de pierre confirment le peuplement précoce de la région. Plusieurs tumulus sont visibles et parfois visitables dans la Sierra de Cabra, près des villages de Baradal, Bones, Bustellán, Curiscada, Campiello, Merillés et Tamallanes.
Les Romains entretenaient ici plusieurs camps avec une infrastructure d'accompagnement comme des ponts et des aqueducs, qui existent et sont encore utilisés en partie aujourd'hui. Ce sont également eux qui ont trouvé de l'or à Navelgas et Cerrado, l'ont extrait et, comme le prouvent de nombreuses découvertes de pièces de monnaie, l'ont également frappé. Aujourd'hui encore, on trouve de l'or dans ces rivières : Le 32e championnat du monde d'orpaillage (32nd World Goldpanning Championships) s'est déroulé du 21 au 27 juillet 2008 à Navelgas (Tineo).
Un document datant du 17 janvier 780 et relatif à la fondation du monastère de Santa María la Real à Obona remonte au règne du roi Silo. En 1222, Alphonse IX fonda Tineo comme point de passage sur le chemin de pèlerinage d'Oviedo à Saint-Jacques de Compostelle. Aujourd'hui, le village perpétue cette tradition avec deux auberges de pèlerins.
Au XIXe siècle, la commune a été le théâtre de plusieurs batailles et escarmouches lors de la lutte pour la liberté espagnole et de la guerre civile carliste.

## Patrimoine
Tineo se caractérise par une multitude d'éléments architecturaux intéressants, qui témoignent d'une grande diversité de styles et de constructions. Dans le cadre de l'architecture religieuse, l'église paroissiale  de San Pedro de la capitale, anciennement celle du couvent  de San Francisco, dont la construction remonte à la fin du XIIIe siècle. Elle conserve d'anciennes tombes, le portail d'entrée, l'arc de triomphe et les vestiges d'une tour romane.
À Obona, ce sont les anciens vestiges du monastère et de son abbatiale de Santa María la Real, qui auraient été construits sur ordre d'Adelgaster, fils du roi Silo, en 780. Les seuls vestiges qui subsistent appartiennent à une réforme réalisée au XVIIIe siècle et correspondent principalement aux arcs du cloître et à une partie de l'étage supérieur. 
Un autre bâtiment important est l'église paroissiale de San Miguel de Bárcena. Fondée en 973 par l'arrière-grand-père du comte Piniolo, fondateur du monastère de Corias. 
Pour les autres églises disséminées dans Tineo, il convient de mentionner celle de San Esteban à Ralamiego, de style roman, qui revêt une grande importance en raison de son ancienne construction et des éléments architecturaux qu'elle réunit. À Tuña, l'église paroissiale possède un retable du XIIe siècle. On trouve également la chapelle de La Magdalena à Bustoburniego, l'église de Santos Justo et Pastor à Pedregal et l'église de Santo Tomás à La Pereda. 
Parmi les édifices palatiaux et civils, c'est le palais de la famille García de Tineo y Maldonado, datant de l'époque médiévale, qui possède une tour cylindrique et qui est aujourd'hui un centre culturel. Un autre palais de la capitale est celui de Meras, fondé en 1525. Dans la rue principale, il reste quelques vestiges de l'ancien hôpital Corpus Christi.
À Santianes, le palais Queipo de Llano, construit entre le XVIe et le XVIIIe siècle, avec deux tours, une cour intérieure et une chapelle contenant un important retable baroque.
À Rozadiella se trouve le palais d'Omaña, construit par la famille éponyme en 1649, sur la base d'une tour qui avait déjà été détruite. Il présente une façade baroque avec des armoiries et deux escalier monumentaux. Il conserve également une église avec trois excellents retables et un tombeau.
La ville de Tuña conserve plusieurs bâtiments remarquables tels que le Palacio de Cabo el Río des XVIIe et XVIIIe siècles, le Palacio de Ferrería du XVIIIe siècle, construit sur l'emplacement d'une tour médiévale, la Casa de la Torre et la maison natale du général Riego également du XVIIIe siècle, classée monument historico-artistique. Enfin, d'autres demeures et palais importants comme ceux de Coto Maldonado à La Mortera, de Francos-Flórez à Arganda et la Casona de Fernández Capalleja à Navelgas.

## Galerie

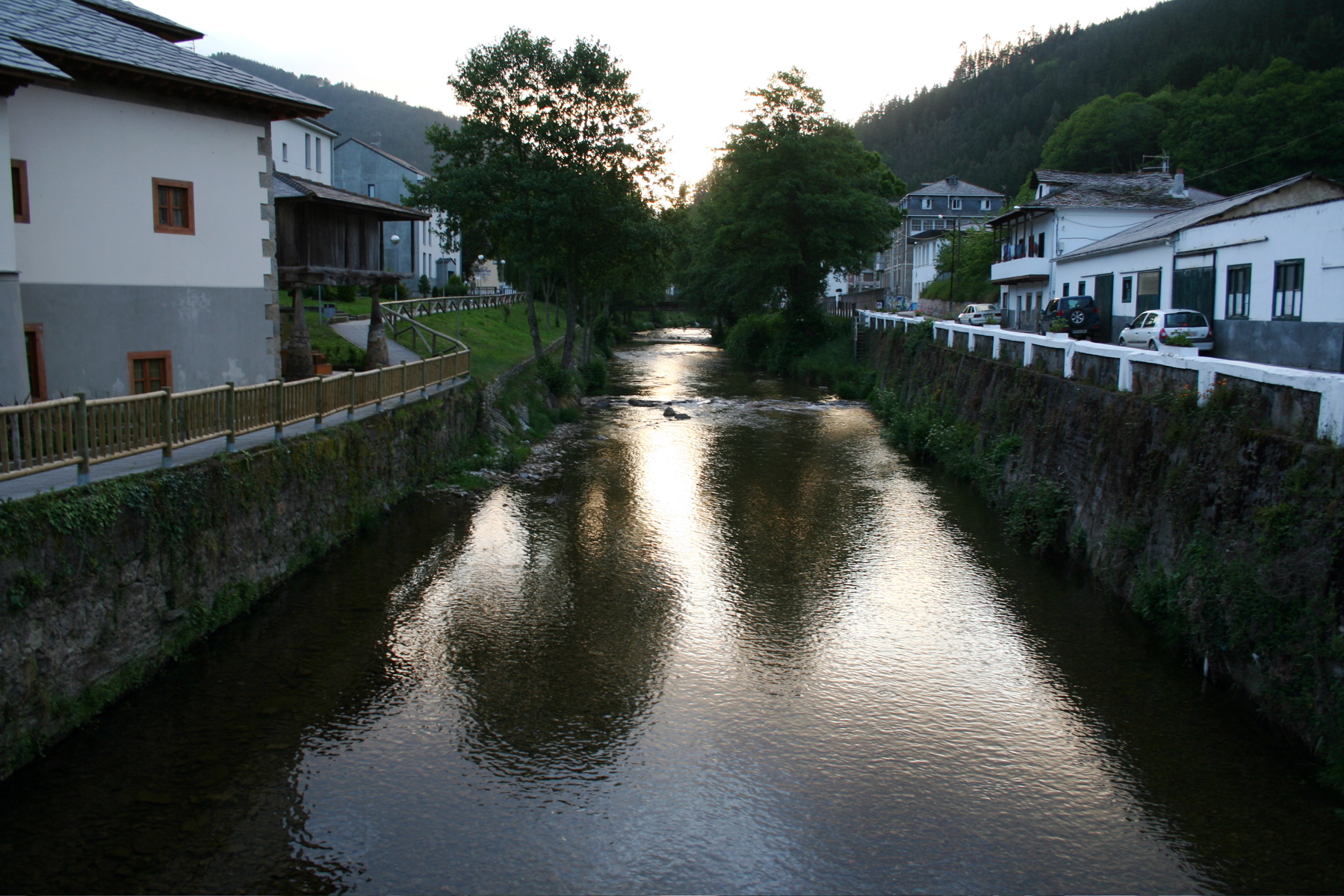
La rivière Navelgas à Navelgas.
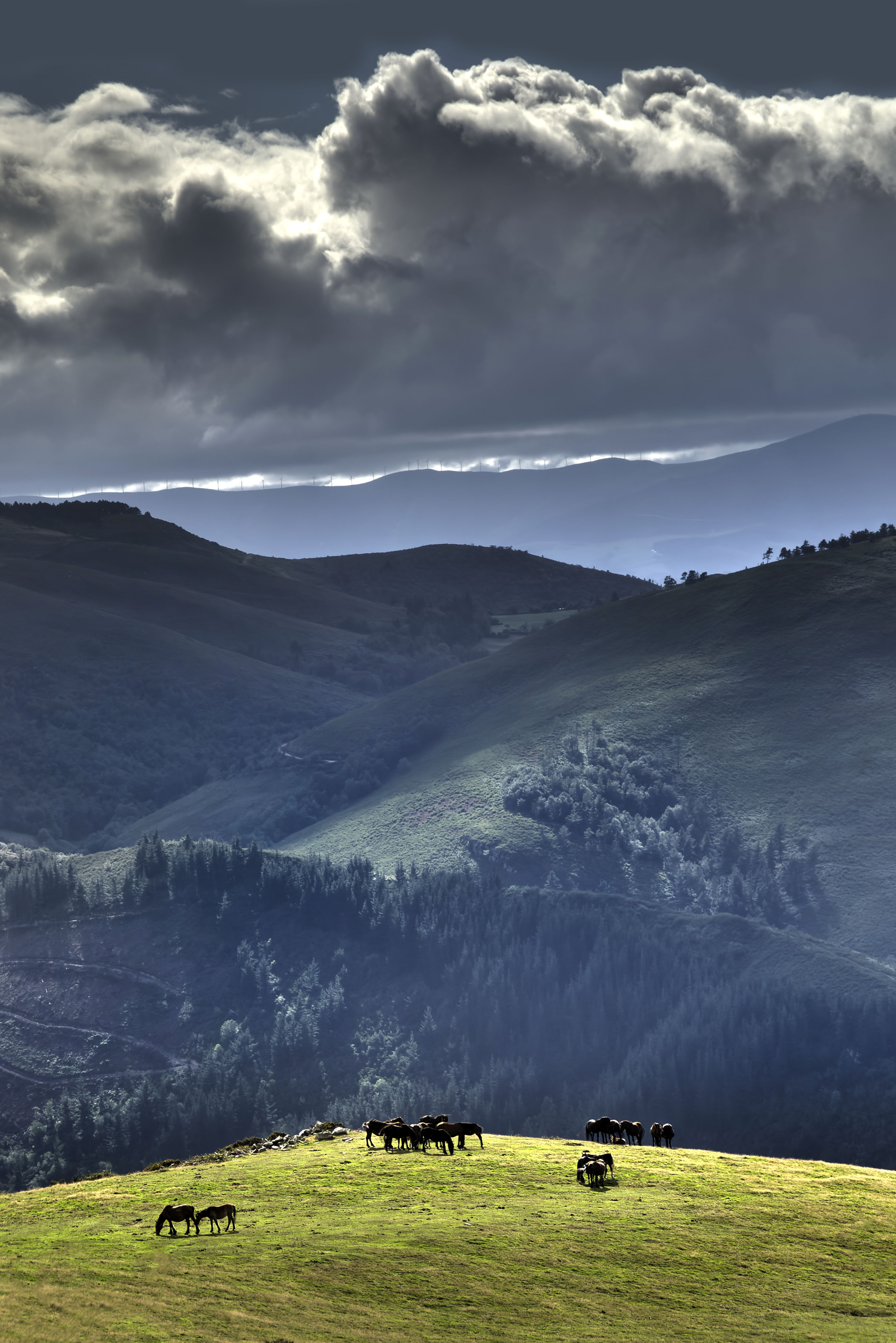
Depuis le massif de Merillés.
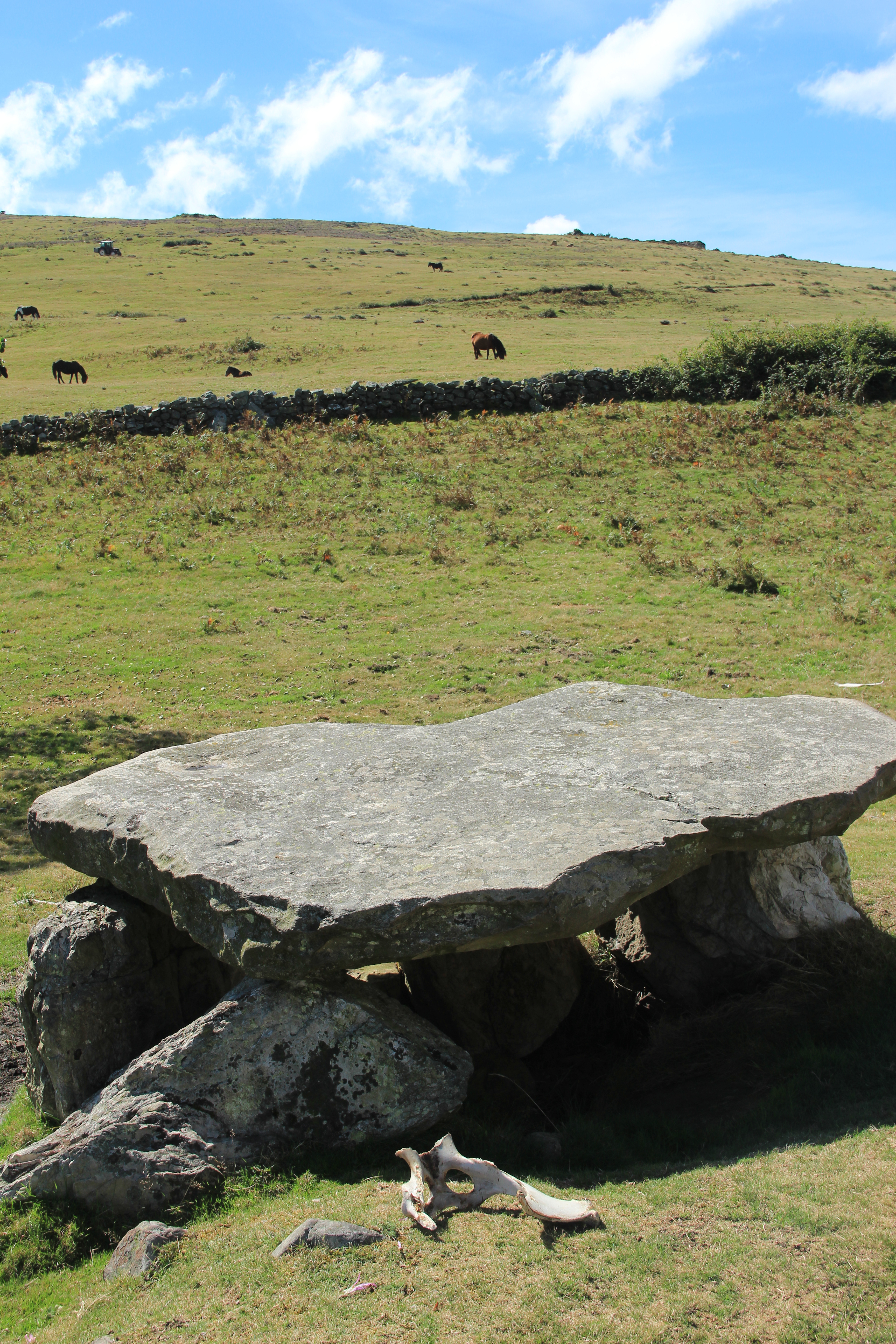
Le dolmen de Merillés.
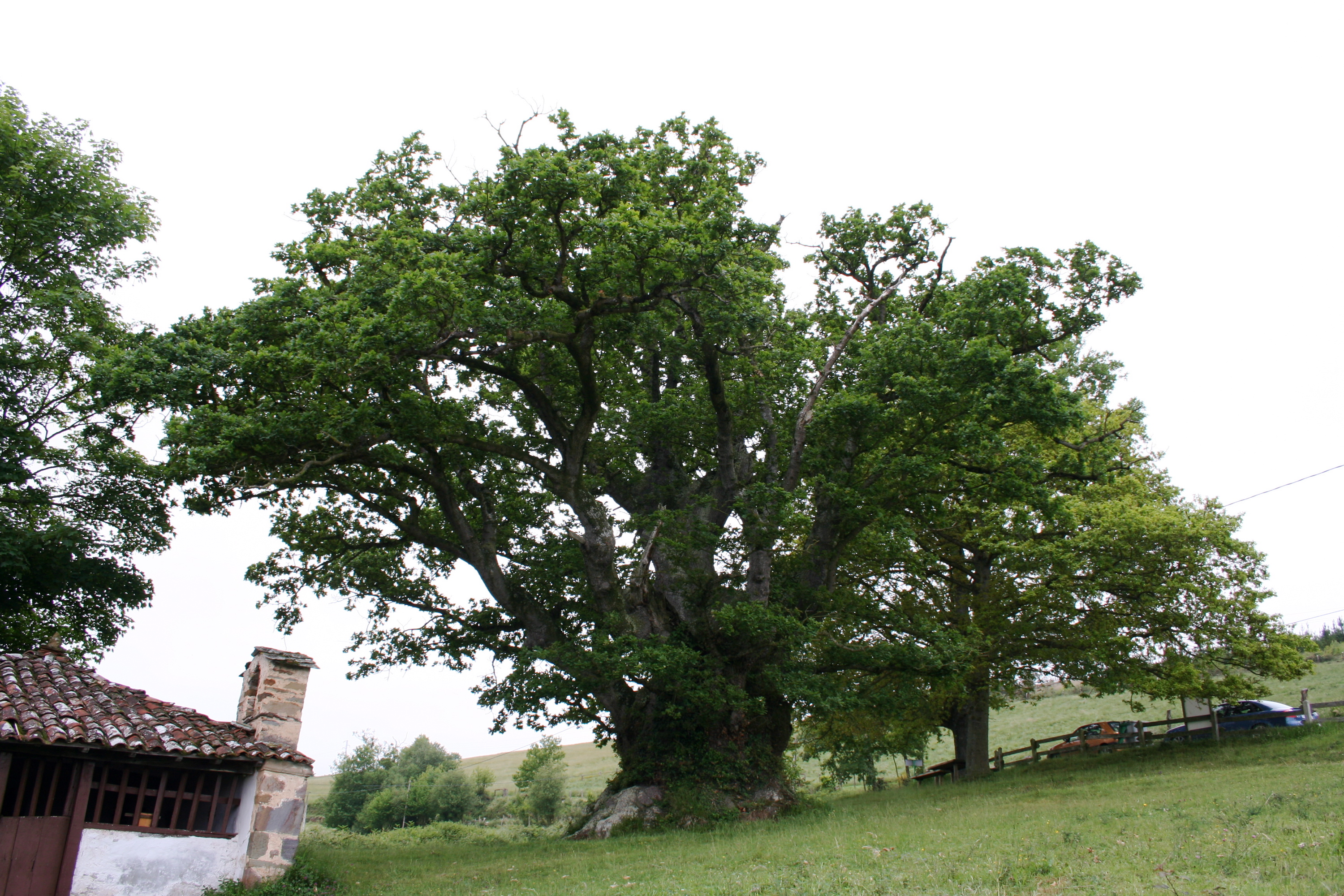
Le carbayón de Valentín, chêne  datant selon, l'estimation, de la fin du XVe siècle, village de Valentín.
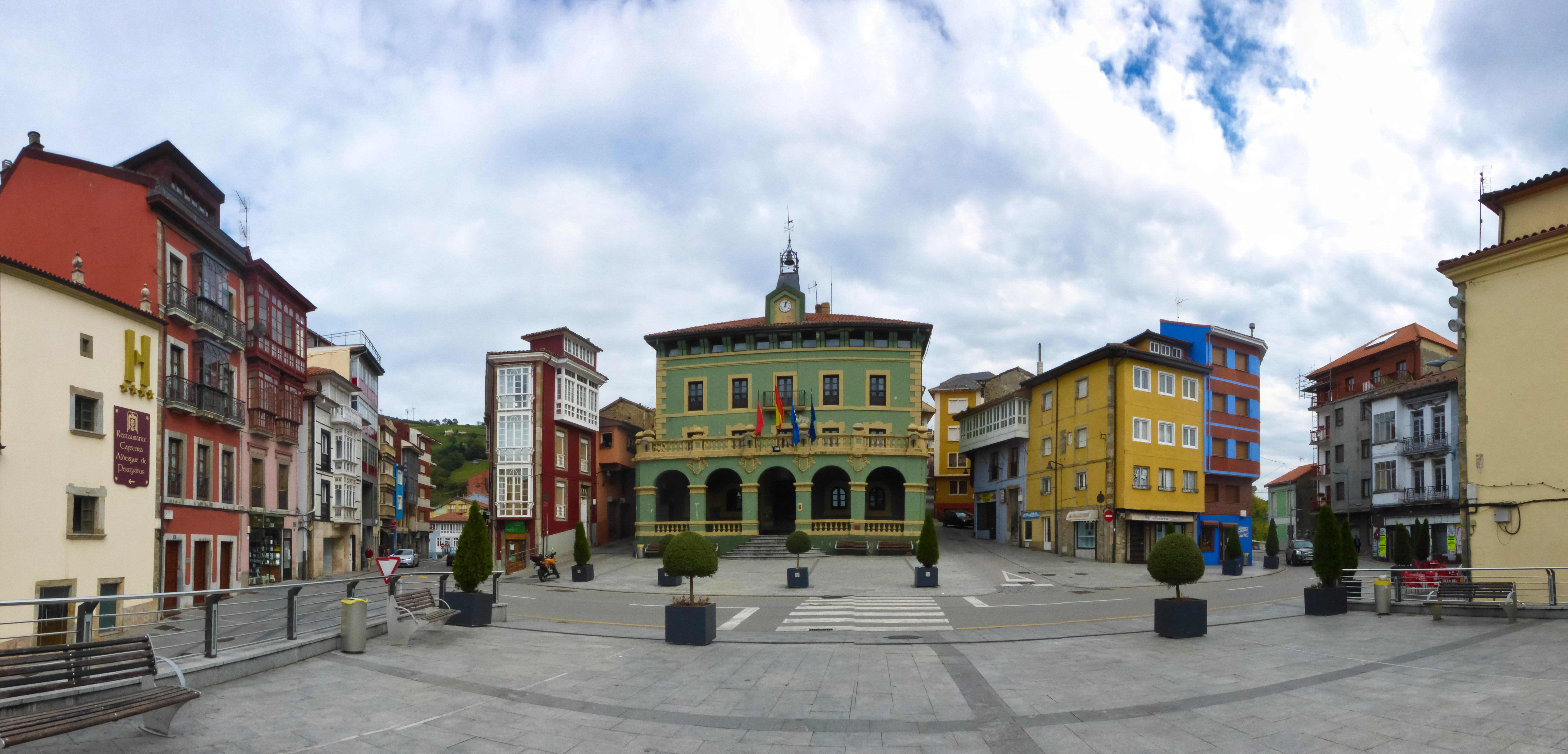
La place de la mairie de Tineo.
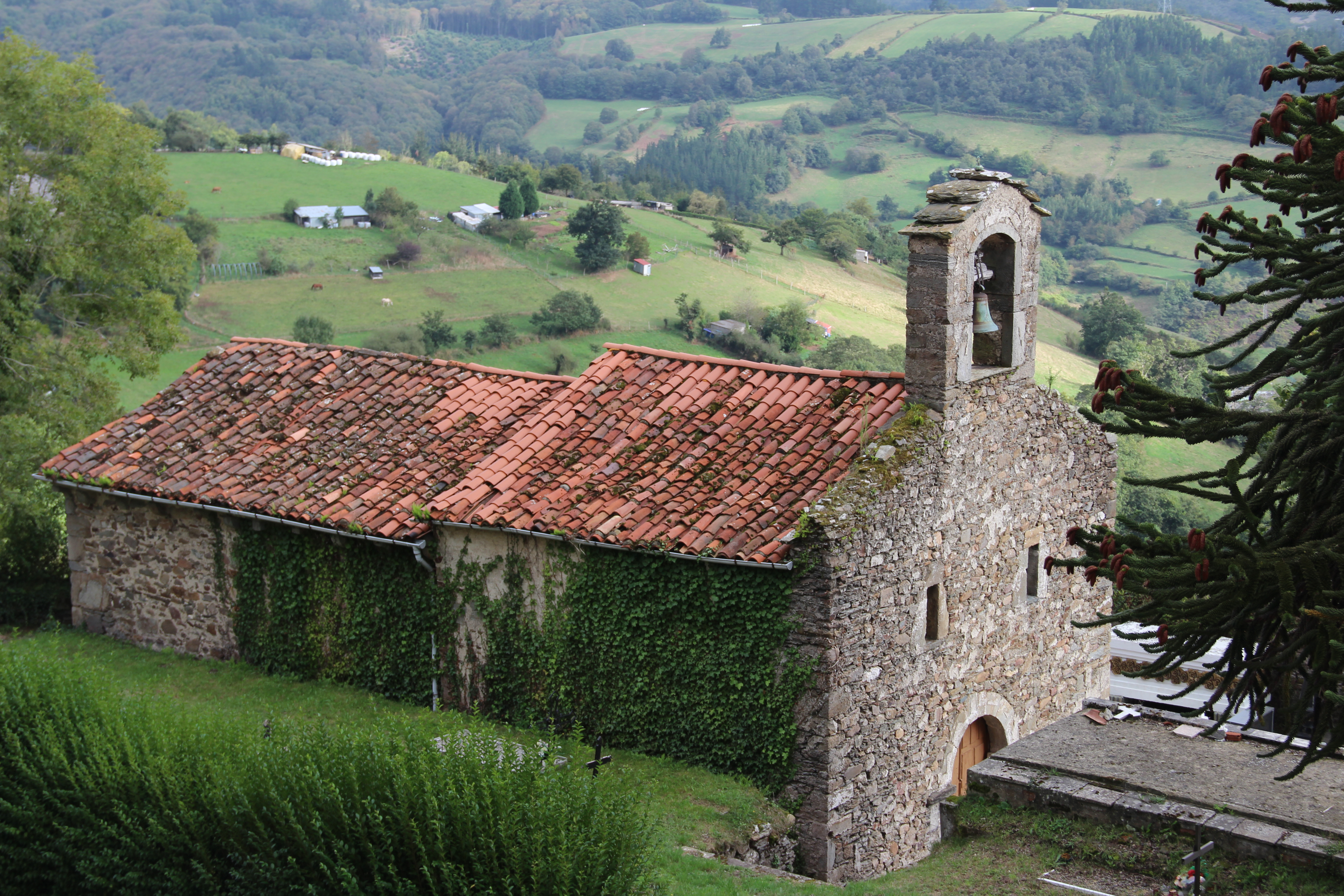
L'église Saint-Pierre (de San Pedro), Timeo.
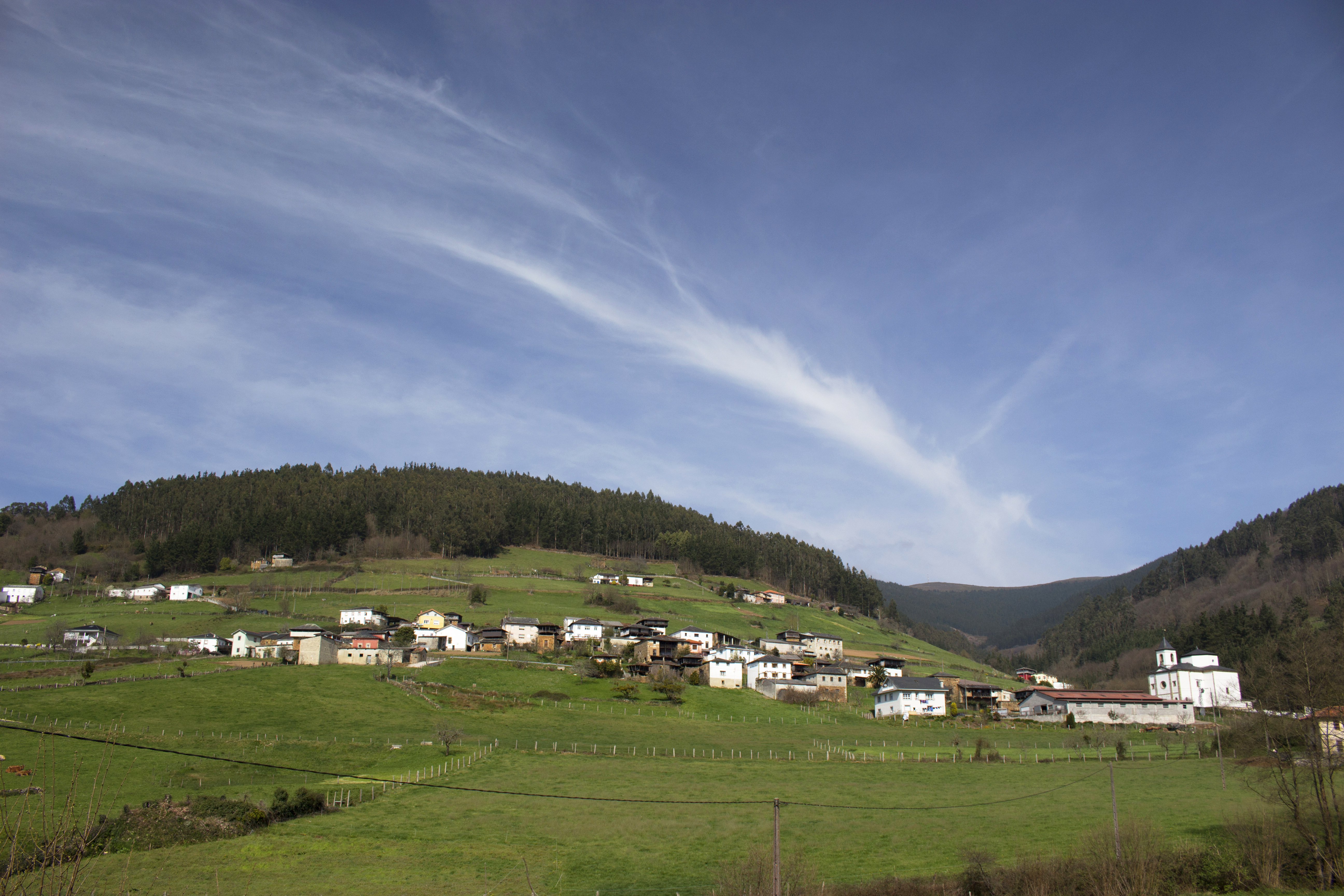
Calleras.
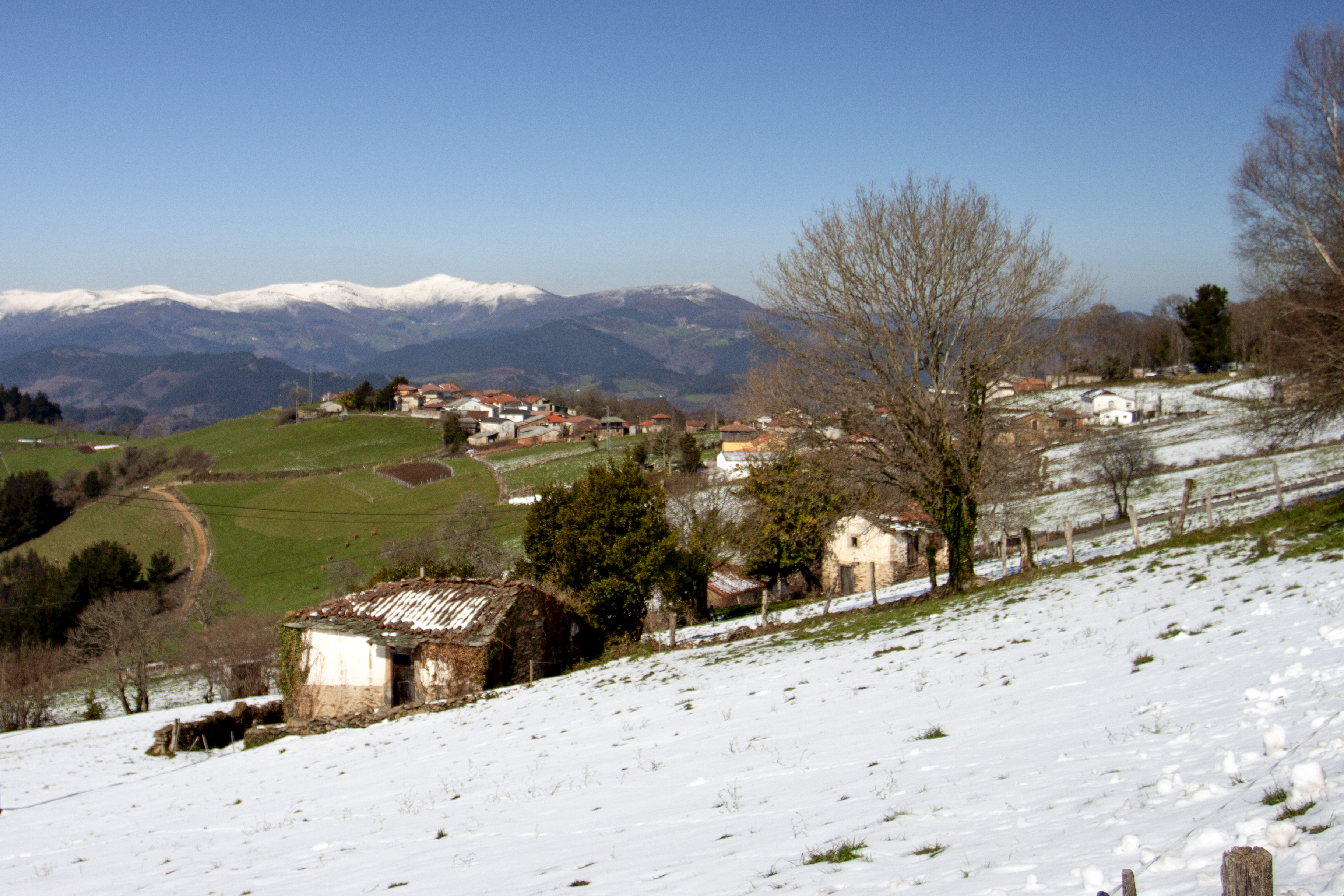
Fastias.
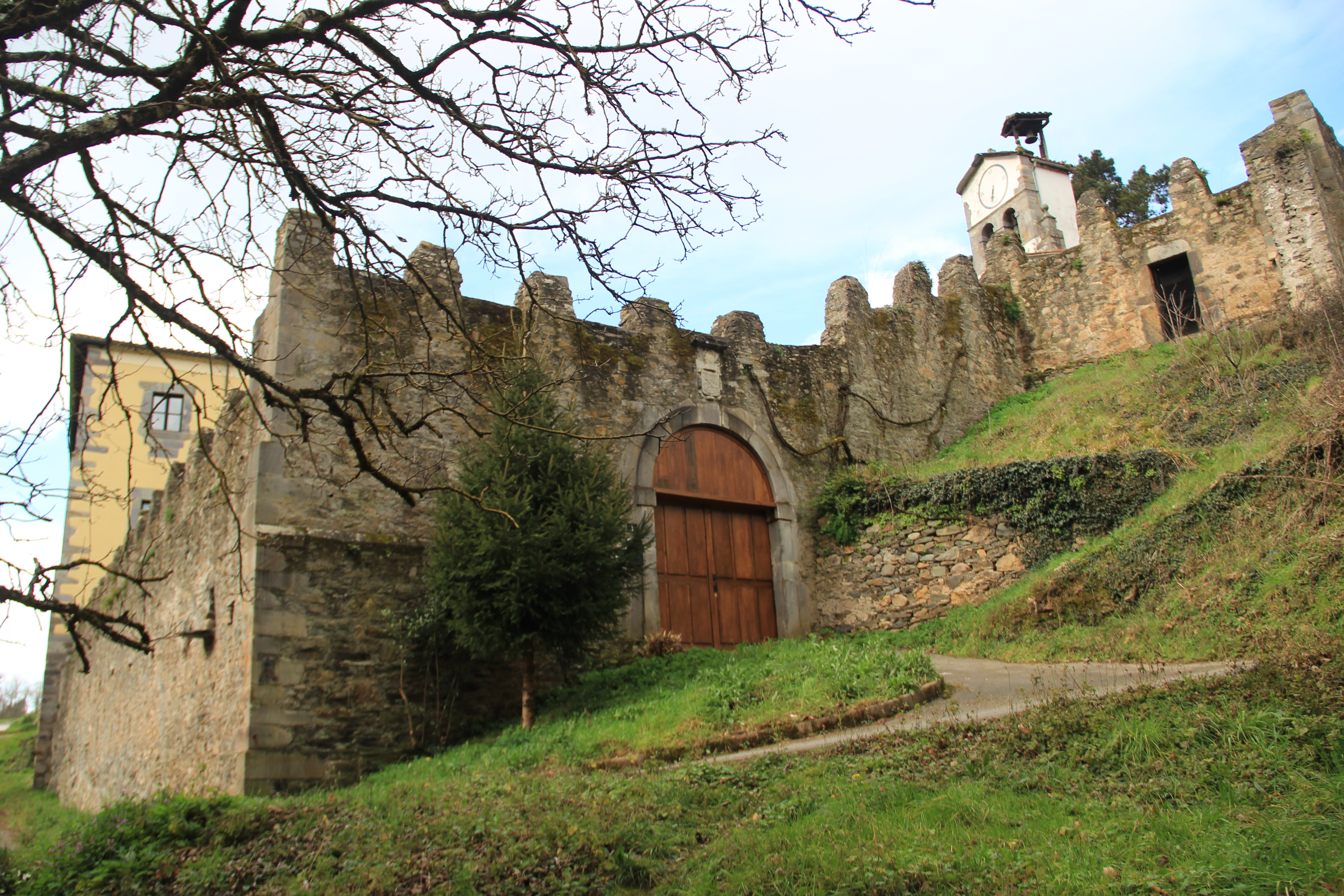
Le palais d'Omaña, ou de Rozadiella, Arganza.
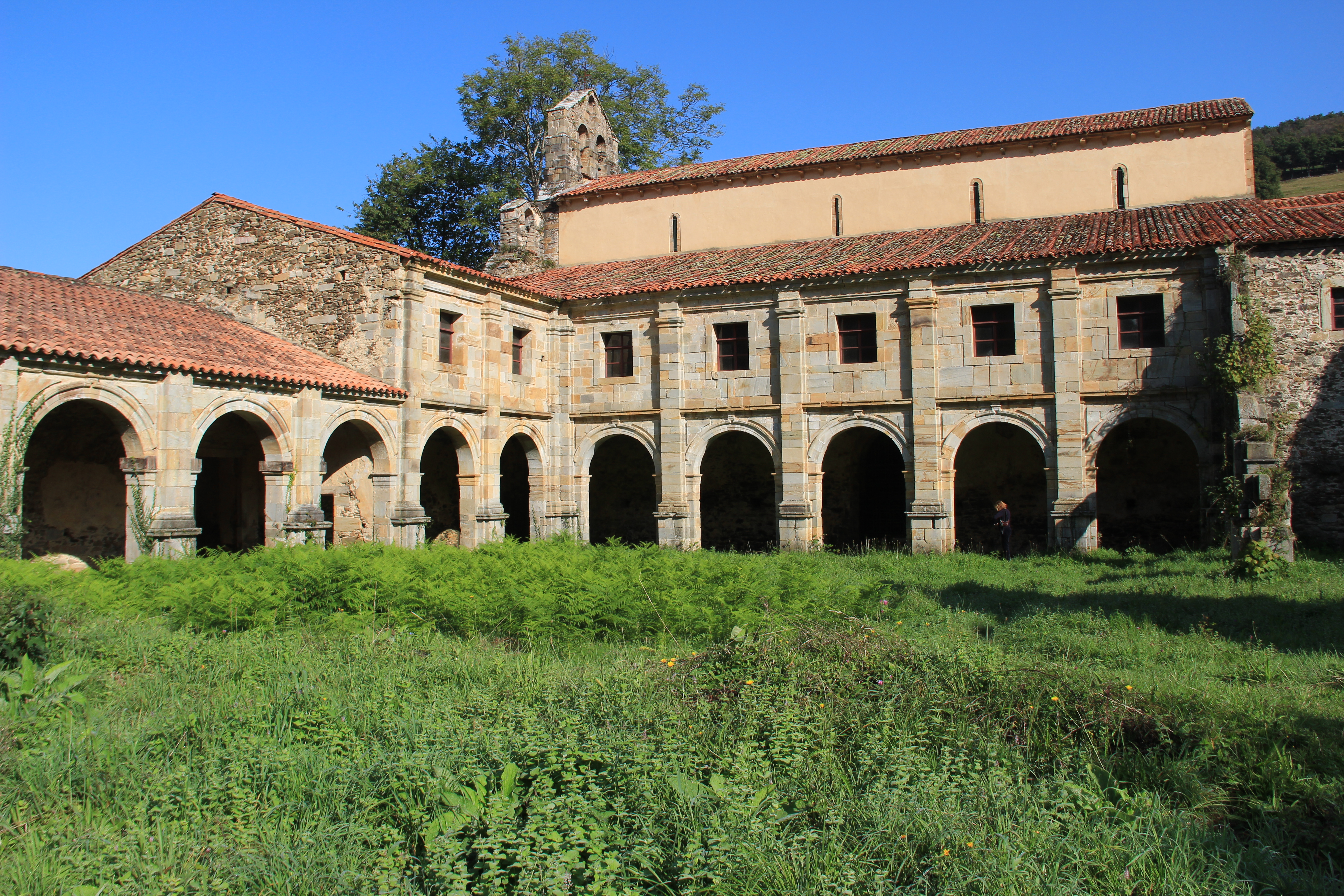
Cloître du monastère de Santa María la Real d'Obona.
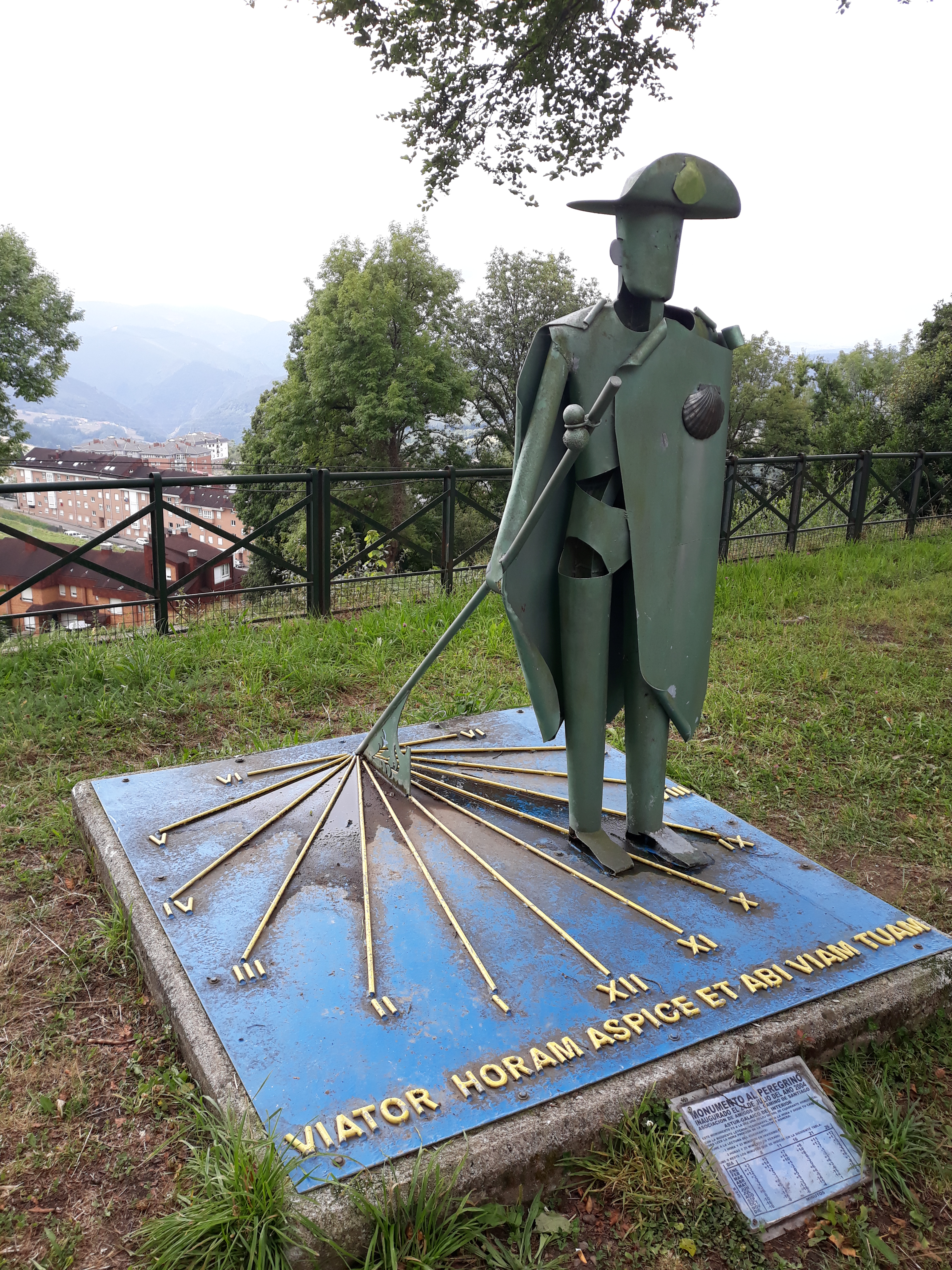
Le cadran solaire du pèlerin, sur le Camino Primitivo, à l'entrée de Tineo.
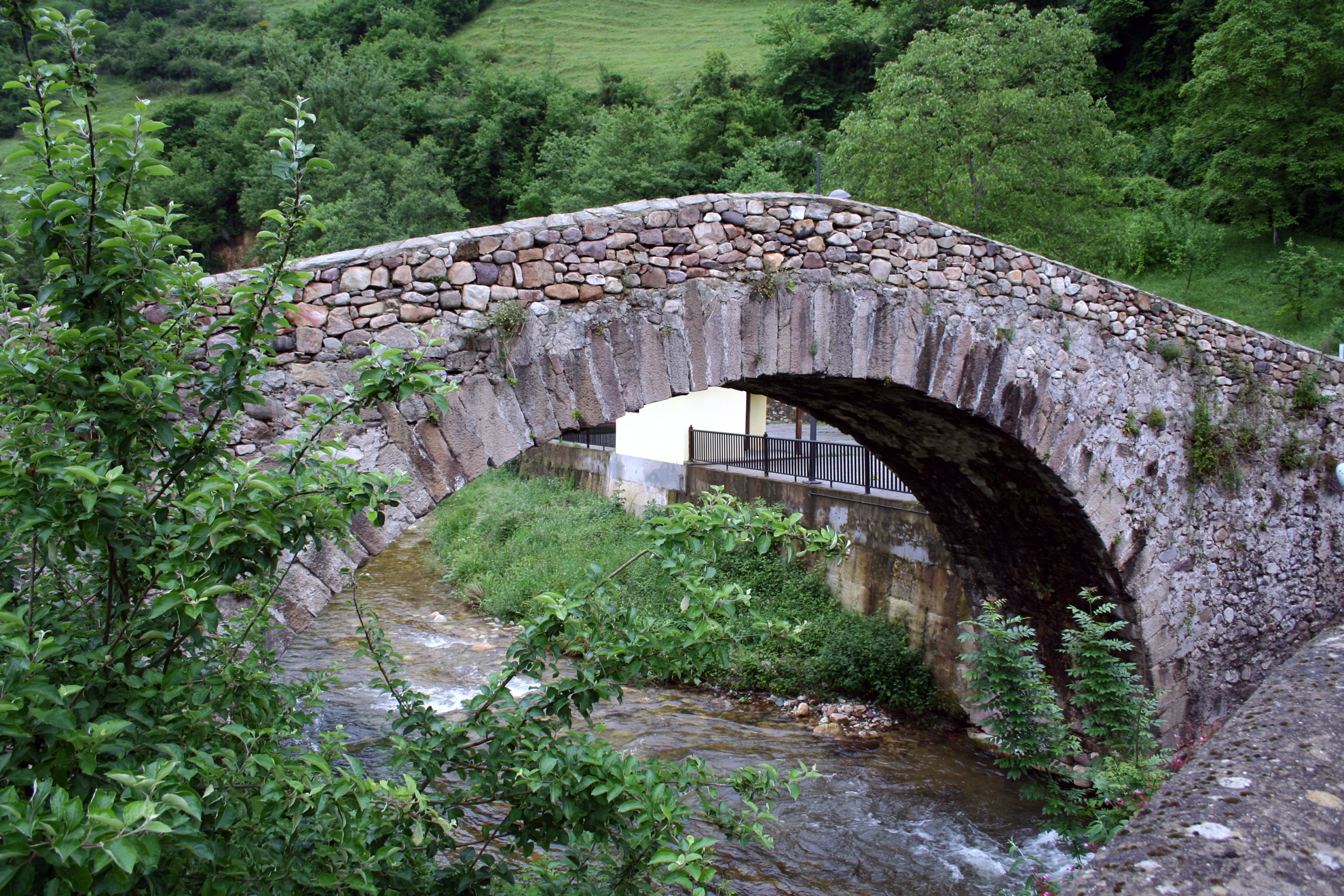
Le pont de Carral, ancienne voie romaine, Tuña.

## Source
- (es) Cet article est partiellement ou en totalité issu de l’article de Wikipédia en espagnol intitulé « Tineo » (voir la liste des auteurs).